# Vulgar (singolo)
Vulgar è un singolo del cantante britannico Sam Smith e della cantante statunitense Madonna, pubblicato il 9 giugno 2023.

## Tracce
Testi e musiche di Sam Smith, Madonna, Ilya Salmanzadeh, Ryan Tedder, Omer Fedi, Henry Walter, James Napier.
Download digitale
1. Vulgar (feat. Madonna) – 2:35

Download digitale – Remix
1. Vulgar (feat. Madonna) (Marlon Hoffstadt Remix) – 2:56